# 阿亨王宮

阿亨王宮的復原圖

50°46′32″N 6°05′02″E / 50.77556°N 6.08389°E
阿亨王宮（德語：Aachener Königspfalz）是查理大帝選擇的作為加洛林帝國權力中心的一組具有住宅、政治和宗教用途的建築。這座宮殿位於現在的德國北萊茵-威斯特法倫州阿亨市北部。阿亨王宮的大部分建於790年代，但工程一直持續到814年查理大帝去世。由梅斯的奧多繪製的設計圖是後續的統治者決定的王宮翻新計劃的一部分。阿亨王宮的大部分到今天都被不存在了，但王宮教堂被保存下來，它被認為是加洛林建築的傑作和加洛林文藝復興時期建築的典型例子。